# Tetsujiro Obara
Tetsujiro Obara (jap. 小原哲次郎, Obara Tetsujiro, (Fukushima, 1941) is een Japanse jazzdrummer.
Tetsujiro Obara werkte vanaf de vroege jaren 70 in de jazz, o.a. met zangeres Kimiko Kasai, met haar maakte hij zijn eerste opnames (Just Friends). Hij werkte tevens in de groepen van Isao Suzuki, Kunihiko Sugano, Isoo Fukui, Kenji Mori, Masaru Imada /(Green Caterpillar) en Tsuyoshi Yamamoto. In 1977 speelde hij in een trio van gitarist Barney Kessel (met Kunimitsu Inaba), hij werkte mee aan diens sessie met Junko Mine (A Tribute to the Great Hollywood Stars). Met Tsuyoshi Yamamoto trad hij in 1979 op het Montreux Jazz Festival op. In de jazz speelde hij vanaf 1970 mee op 35 opnamesessies, o.a. van Abbey Lincoln (Live in Misty, 1973), Shigeko Toya (Fine and Mellow, 1973), Mari Nakamoto, Ayako Hosokawa en Ann Burton (He's Funny That Way, 1977). In de jaren 80 nam hij op met Harumi Kaneko en Salena Jones. In de jaren 90 speelde hij in het trio van de pianist Kyoko Seki (met bassist Glenn Richman).